# Jens Arne Molvær
Jens Arne Molvær (* 16. Dezember 1940; † 10. Oktober 2023) war ein norwegischer Jazzmusiker (Saxophon, Klarinette).
Molvær spielte 1966–69 in Stavanger im Oddvar Ask kvartett, 1969–72 in Molde im Storyville Jazz Club und war Mitbegründer von Ytre Suløens Jassensemble, das von 1973 bis 1987 bestand. Er gehörte dem Ensemble langjährig an und wirkte an dessen Veröffentlichungen ab 1974 mit. 1999 legte er ein Album unter eigenem Namen bei Hot Club Records vor. 2016 erschien ein gemeinsames Album mit Lena Nymark bei New Field Music. Im Bereich des Jazz war er laut Tom Lord zwischen 1974 und 2010 an 23 Aufnahmesessions beteiligt. Jens Arne Molvær war Vater des Trompeters Nils Petter Molvær.

## Diskographische Hinweise
- September Song (Hot Club, 1999), mit Nils Petter Molvær, Håvard Wiik, Steinar Raknes, Håkon Mjåset Johansen
- Lena Nymark & Jens Arne Molvær: Utrøna (New Field Music, 2016)